# Drury Lane

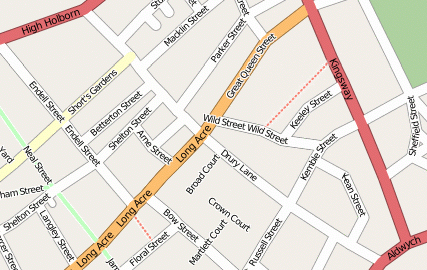
Locatie van Drury Lane

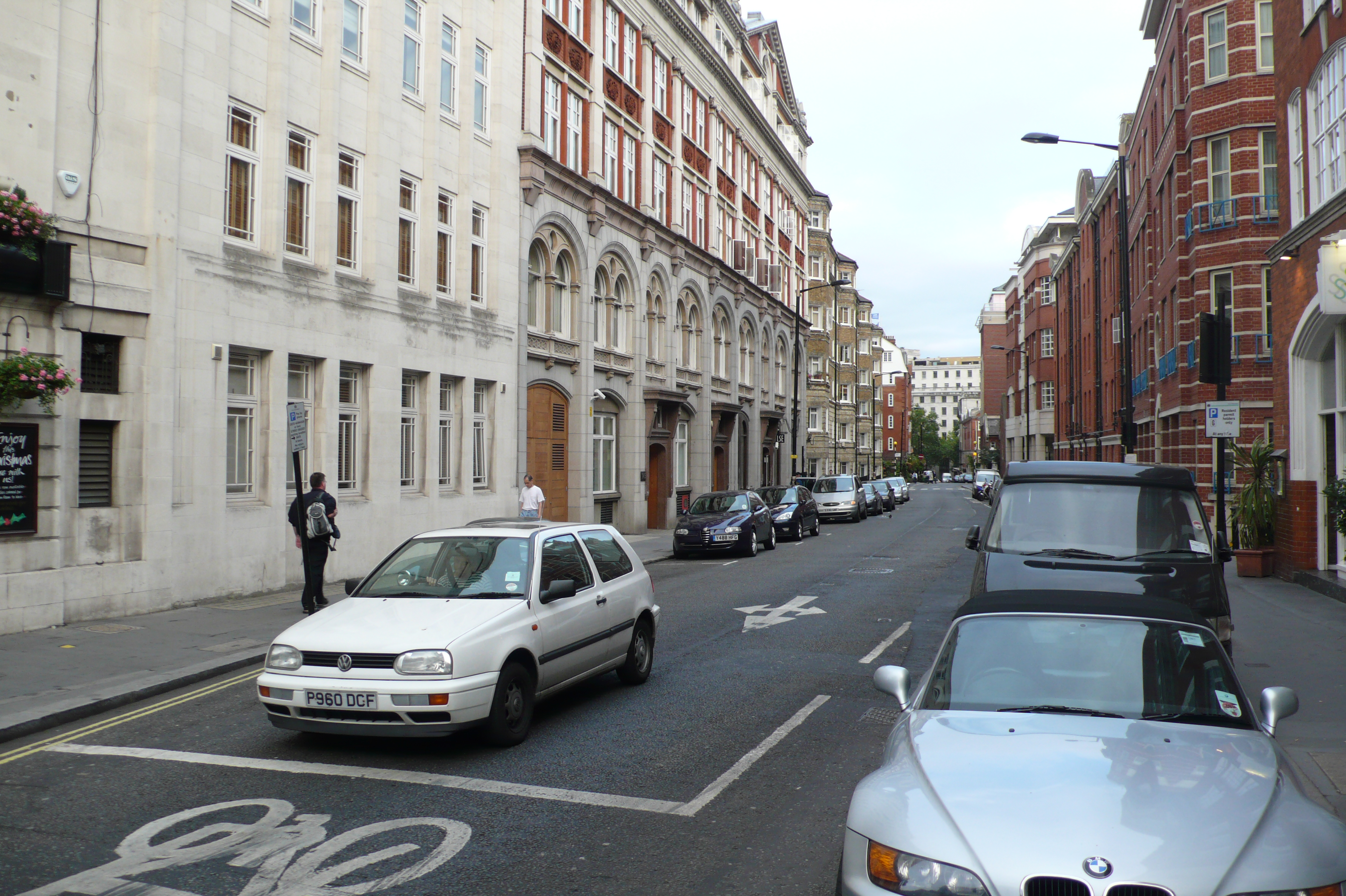
Drury Lane, kijkend in zuidelijke richting van Long Acre naar Aldwych

Drury Lane is een straat in de wijk Covent Garden in Londen. Drury Lane loopt in noordwestelijke richting van Aldwych naar High Holborn. Bij High Holborn gaat de straat over in Museum Street die naar het British Museum leidt.
De straat is vooral bekend om het Theatre Royal, Drury Lane, het oudste theater van Londen, ook wel kortweg Drury Lane genoemd. Het huidige theatergebouw uit 1812 is het vierde theater op deze plek sinds 1663. Ondanks de naam ligt het theater niet aan Drury Lane maar vlakbij, aan Catherine Street. Een West End-theater dat wel aan Drury Lane ligt is het New London Theatre, waar de musical Cats in 1981 zijn wereldpremière beleefde en tot 2002 werd opgevoerd.
Drury Lane is ook bekend als de woonplaats van de Muffin Man in een Engels kinderliedje:

Do you know the Muffin Man?

The Muffin Man, the Muffin Man.

Do you know the Muffin Man,

Who lives on Drury Lane?

In het Nederlands is dit liedje bekend als Zeg ken jij de mosselman met dezelfde melodie, maar waar de man geassocieerd wordt met mossels in plaats van muffins, en van Drury Lane naar Scheveningen verhuist.
De straat heette oorspronkelijk Via de Aldwych maar werd later Drury Lane genoemd, naar een edelman, Sir William Drury, die hier tijdens de regeerperiode van Elizabeth I een huis liet bouwen. Tijdens de begindagen van de pestepidemie in Londen in 1665 reed Samuel Pepys door Drury Lane en rapporteerde dat "twee of drie huizen gemarkeerd zijn met een rood kruis op de deur en de tekst Lord have mercy upon us".
Aan 173 Drury Lane werd in 1869 de eerste Sainsbury's-winkel geopend, nu een van de grootste supermarktketens in Groot-Brittannië.